# Mimi Reinhardt
Mimi Reinhardt (abans Carmen Weitmann o Mimi Weitmann; nascuda Carmen Koppel) (Viena, 15 de gener de 1915 - Hertseliyya, 8 d'abril de 2022) va ser una secretària jueva austríaca, que va treballar a càrrec d'Oskar Schindler i va redactar la seva llista de treballadors jueus a reclutar per a la fàbrica.

## Primers anys
Carmen Koppel va néixer com a filla d'Emil i Frieda Koppel a Viena, Àustria-Hongria. Va aprendre taquigrafia per poder prendre millor notes durant els seus estudis d'idiomes a la Universitat de Viena. En aquesta ciutat d'Àustria va conèixer el seu futur marit, a qui el 1936 va seguir des d'Àustria fins a Cracòvia, Polònia, i amb qui el 1939 va tenir un fill, Sascha Weitmann. 

## Oskar Schindler

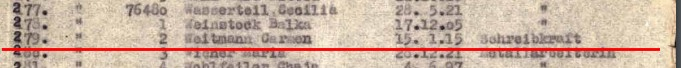
Carmen Weitmann (Mimi Reinhardt), número 279 a la llista de Schindler.

Reinhardt i el seu marit, van aconseguir portar el seu fill i la seva àvia a Hongria després de l'ocupació nazi de Polònia. No obstant la parella va ser arrestada després de rebre un tret a la porta del gueto de Cracòvia mentre intentaven escapar. En aquell moment, tenia 30 anys. Després de la liquidació del gueto, va ser transportada amb altres jueus al camp de concentració de Płaszów. Com que sabia taquigrafia, va ser emprada a l'administració del camp, on va conèixer a Oskar Schindler i va saber que tractava bé els seus treballadors jueus. Es va convertir en la secretària de Schindler i, després que aquest demanés més treballadors al comandant del camp de les SS Amon Göth, va començar a escriure la llista de treballadors perquè poguessin ser traslladats al camp de treball de Brünnlitz, on Schindler va continuar el seu negoci d'armament.
A la tardor de 1944, els treballadors jueus llistats que havien d'anar en tren de Plaszow a Brünnlitz van ser desviats a Auschwitz. La Mimi i els altres «Schindlerjuden» hi van ser durant unes dues setmanes i van descriure l'experiència com venir «directament de l'Infern de Dante». Gràcies a l'ajuda de Schindler, 1.200 jueus van sobreviure fins a l'alliberament el maig de 1945.

## Anys posteriors i mort
Després de la guerra, va trobar el seu fill a Hongria i es va traslladar amb ell a la Zona internacional de Tànger, al Marroc. Allà va conèixer i es va casar amb el seu segon marit, un gerent d'hotel de cognom Reinhardt. El 1957, la família es va traslladar als Estats Units d'Amèrica i va viure a la ciutat de Nova York. Allà hi va tenir una filla amb el seu segon marit, però va morir d'una malaltia als 49 anys. El 2007, als 92 anys, es va traslladar a viure amb el seu fill a Hertseliyya, Israel, on ell havia emigrat. El 8 d'abril de 2022, als 107 anys, va morir en una residència de gent gran d'aquesta localitat.